# Mabuya's
Mabuya's (Mabuya) zijn een geslacht van hagedissen die behoren tot de familie skinken (Scincidae).

## Naam en indeling
De wetenschappelijke naam van de groep werd voor het eerst voorgesteld door Leopold Fitzinger in 1826. Er zijn dertien verschillende soorten, waarvan er zes pas in 2012 voor het eerst als soort zijn erkend. Mabuya parviterrae is in 2016 voor het eerst wetenschappelijk beschreven.
Veel soorten die vroeger tot het geslacht Mabuya werden gerekend, zijn afgesplitst naar andere geslachten. Voorbeelden zijn soorten uit de geslachten Toenayar, Lubuya, Heremites en Alinea.

## Verspreiding en habitat
Mabuya's komen voor in Midden-Amerika in delen van het Caribisch Gebied en in noordelijk Zuid-Amerika. De verschillende soorten leven in de landen Colombia, Dominicaanse Republiek, Guadeloupe, Martinique en Venezuela.
Door de internationale natuurbeschermingsorganisatie IUCN is aan drie soorten een beschermingsstatus toegewezen. Mabuya hispaniolae, Mabuya mabouya en Mabuya montserratae staan alle drie bekend als 'ernstig bedreigd' (Critically Endangered of CR).

## Soorten
Het geslacht omvat de volgende soorten, met de auteur en het verspreidingsgebied.
| Naam                 | Auteur                                                                          | Verspreidingsgebied    |
| -------------------- | ------------------------------------------------------------------------------- | ---------------------- |
| Mabuya berengerae    | Miralles, 2006                                                                  | Colombia (San Andrés)  |
| Mabuya cochonae      | Hedges & Conn, 2012                                                             | Guadeloupe             |
| Mabuya desiradae     | Hedges & Conn, 2012                                                             | Guadeloupe             |
| Mabuya dominicana    | Garman, 1887                                                                    | Dominica               |
| Mabuya grandisterrae | Hedges & Conn, 2012                                                             | Guadeloupe             |
| Mabuya guadeloupae   | Hedges & Conn, 2012                                                             | Guadeloupe             |
| Mabuya hispaniolae   | Hedges & Conn, 2012                                                             | Dominicaanse Republiek |
| Mabuya mabouya       | Bonnaterre, 1789                                                                | Martinique             |
| Mabuya meridensis    | Miralles, Rivas & Schargel, 2005                                                | Venezuela              |
| Mabuya montserratae  | Hedges & Conn, 2012                                                             | Guadeloupe             |
| Mabuya parviterrae   | Hedges, Lorvelec, Barré, Berchel, Combot, Vidal & Pavis, 2016                   | Guadeloupe             |
| Mabuya pergravis     | Barbour, 1921                                                                   | Colombia               |
| Mabuya zuliae        | Miralles, Rivas, Bonillo, Schargel, Barros, García-Perez, & Barrio-Amorós, 2009 | Colombia, Venezuela    |